# Данилова (потік)
Данилова, Кам'яний (пол. Kamienny) — лісовий потік в Україні, у Калуському районі Івано-Франківської області у Галичині. Лівий доплив Болохівки, (басейн Дністра).

## Опис
Довжина потоку 3 км, найкоротша відстань між витоком і гирлом — 2,50  км, коефіцієнт звивистості потоку — 1,2 .

## Розташування
Бере початок на східній стороні від гори Пом'ярек (388,2 м) у мішаному лісі (історична назва Кам'яний ліс). Тече переважно на південний схід і на північно-західній стороні від села Болохів впадає у річку Болохівку, ліву притоку Сівки.